# Hanni Schriber-Neiger
Hanni Schriber-Neiger (* 1959) ist eine Schweizer Politikerin (ALG/Grüne).

## Leben
Hanni Schriber-Neiger ist Familienfrau und ausgebildete Typografin. Sie lebt in Rotkreuz in der Gemeinde Risch.

## Politik
Hanni Schriber-Neiger ist Gemeindeweibelin von Risch. Sie ist Mitglied der Ortsplanungskommission und der Kommission Tiefbau/Umwelt/Verkehr der Gemeinde Risch.
Hanni Schriber-Neiger wurde bei den Wahlen 2006  in den Kantonsrat des Kantons Zug gewählt. Sie ist seit 2014 Mitglied der Kommission Hochbau und seit 2018 Mitglied der Kommission Raum Umwelt Verkehr.